# Trip.com Group
Trip.com Group Limited — крупнейшая китайская туристическая компания, онлайн-платформы которой предоставляют услуги по бронированию жилья и пакетных туров, покупке билетов на транспорт, организации корпоративных поездок. Входит в число крупнейших публичных компаний страны и «большую четвёрку» онлайн-турагентств мира (наряду с американскими Expedia Group, Booking Holdings и Tripadvisor). Штаб-квартира расположена в Шанхае.

## История
Компанию Ctrip основали в июне 1999 года Цзяньчжан Лян (Джеймс Лян), Минь Фань, Наньпэн Шэнь и Цзи Ци. Эти же бизнесмены во главе с Цзи Ци в 2001 году основали сеть отелей эконом-класса Home Inn. В декабре 2003 года Ctrip вышла на американскую биржу NASDAQ. В марте 2010 года компания купила миноритарные пакеты акций гостиничных сетей China Lodging Group и BTG Jianguo Hotels and Resorts (сооснователь Ctrip Цзи Ци являлся крупнейшим акционером China Lodging Group). В октябре 2010 года было запущено мобильное приложение для онлайн-бронирования Ctrip Mobile. В апреле 2014 года Ctrip инвестировала 200 млн долл. в туристический стартап LY.com.
В августе 2014 года американская Priceline Group инвестировала в Ctrip.com International 500 млн долл., а в мае 2015 года — дополнительные 250 млн долларов (в итоге доля Priceline в акционерном капитале Ctrip выросла до 15 %). В том же мае 2015 года Ctrip купила 37,6 % акций туристического стартапа eLong Inc. (elong.com) за 400 млн долл. у Expedia Group; в октябре 2015 года провела обмен акциями с Baidu, установив контроль над онлайн-платформой Qunar; в январе 2016 года инвестировала средства в крупнейшую индийскую туристическую платформу MakeMyTrip; в ноябре 2016 года приобрела британскую поисковую систему авиарейсов Skyscanner (Эдинбург) за 1,74 млрд долларов.
В 2017 году Ctrip активно инвестировала средства в платформу по аренде жилья для отдыха TuJia и поставщика онлайн-услуг для отдыха и путешествий LY.com. В ноябре 2017 года Ctrip приобрела американский сервис бронирования Trip.com, преобразовав его в свою глобальную онлайн-платформу. В феврале 2018 года Ctrip запустила в Великобритании онлайн-платформу для продажи железнодорожных билетов TrainPal. В сентябре 2019 года Ctrip стала мажоритарным акционером MakeMyTrip (Гургаон), в октябре 2019 года сменила название на Trip.com Group Limited.
В 2020—2021 годах оборот и прибыль Trip.com Group значительно упали из-за пандемии COVID-19, карантина и спада в туризме. До пандемии компания получала 25 % своей выручки от международного бизнеса (по итогам 2021 года этот показатель упал до 8 %). В апреле 2020 года Trip.com Group приобрела нидерландского оператора туристических онлайн-платформ Travix International. В июне 2020 года Trip.com Group совместно с China Eastern Airlines создали дочернюю авиакомпанию Sanya International Airlines. В апреле 2021 года Trip.com Group вышла на Гонконгскую фондовую биржу.

## Деятельность

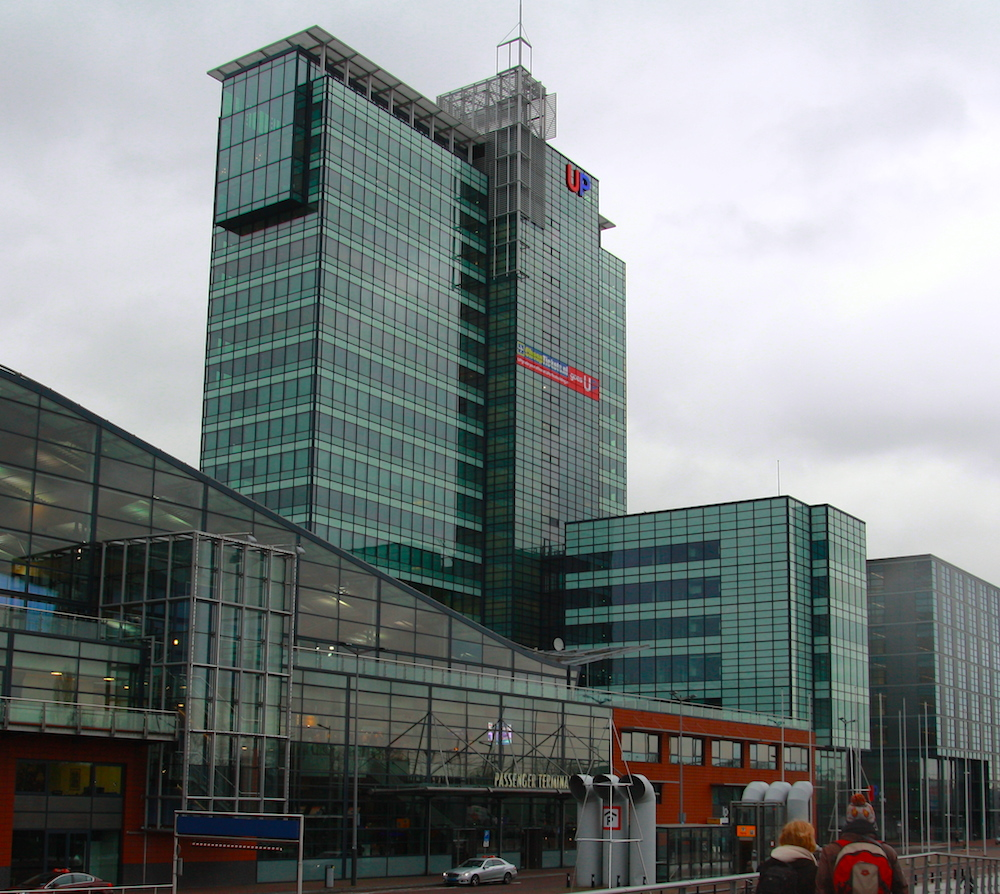
Штаб-квартира Travix International в Амстердаме

Онлайн-платформы (мобильные приложения и веб-сайты) и колл-центры Trip.com Group позволяют клиентам бронировать и оплачивать жильё, трансферы и услуги VIP-зала в аэропорту; билеты на самолёты, поезда, автобусы, паромы и круизные лайнеры; входные билеты на различные достопримечательности и мероприятия; услуги гида; брать на прокат автомобили; покупать пакетные туры и страховки; организовывать корпоративные поездки, выставки и конференции; получать круглосуточное обслуживание и поддержку, а также визовые услуги; получать туристический видео и текстовый контент.
- Trip.com
- Ctrip
- Qunar
- Skyscanner

Дочерние компании Trip.com Group работают в материковом Китае, Гонконге, Южной Корее, Японии, Вьетнаме, на Филиппинах, в Таиланде, Мьянме, Камбодже, Малайзии, Сингапуре, Индонезии, Австралии, США, Франции и Великобритании. Основные офисы Trip.com Group расположены в городах Шанхай, Наньтун, Пекин, Чэнду, Сеул, Токио, Сингапур, Гургаон, Амстердам и Эдинбург.
Trip.com Group владеет крупными пакетами акций в китайских туристических и гостиничных компаниях Tongcheng Travel Holdings (20,8 %), Atour Lifestyle Holdings (17,6 %), BTG Hotels Group (13,3 %) и H World Group (6,85 %). По итогам 2021 года основные продажи Trip.com Group пришлись на бронирование жилья (40,7 %), бронирование транспортных билетов (34,5 %), корпоративный туризм (6,7 %) и пакетные туры (5,5 %). Основным рынком сбыта является Китай (92 % от всех продаж).
Основными конкурентами Trip.com Group на китайском рынке являются онлайн-платформы LY.com / Travelgo.com / eLong.com (входят в состав Tongcheng Travel Holdings), Fliggy (входит в состав Alibaba Group), Meituan, Mafengwo и Trekiz. На мировом рынке конкуренцию Trip.com Group составляют Booking Holdings (включая Booking.com, Agoda.com, Kayak.com, Momondo, HotelsCombined) и Expedia Group (включая Trivago, Expedia.com, Hotels.com, Travelocity.com, Orbitz.com, Hotwire.com, CheapTickets).

## Акционеры
Основными институциональными инвесторами Trip.com Group являются Morgan Stanley (4,23 %), Oppenheimer Funds (3,06 %), The Vanguard Group (2,46 %), T. Rowe Price (1,91 %).